# Farvèze
François Fau dit Farvèze, né le 19 février 1912 à Espéraza (Aude) et mort le 23 mars 1999 à Digne, est un peintre et cartonnier français.

## Biographie
Farvèze étudie les arts décoratifs à Vienne (Isère) et poursuit son apprentissage à l'École supérieure d'art d'Avignon, où il réside jusqu'en 1947. Sa rencontre avec le peintre cubiste Albert Gleizes est alors décisive. Dans son sillage, il entame une série de voyages d'étude en Italie, Espagne, Allemagne et Grèce.  
Il s'embarque alors pour l'Afrique ou il réside successivement à Dakar (Sénégal) puis Saint-Louis (Sénégal) et à Abidjan (Côte d'Ivoire). Il connaît ses premiers succès hors de France quand Léopold Sédar Senghor, avec qui il se lie d'amitié, lui commande les tapisseries d'ornement du palais de la présidence de la République sénégalaise et de la salle du conseil des ministres sénégalais.
À son retour en France, Il prend part à différents salons parisiens, dont le Salon d'automne. Il participe à la vie artistique du Sud de la France  dans le sillage de Pablo Picasso. Il devient membre de la Société des artistes décorateurs et d'Arélis, un groupement de peintres cartonniers, aux côtés de Jean Lurçat. 
Farvèze vit successivement à Nice, Paris puis Digne-les-Bains, où il finira ses jours en 1999.

## Œuvre

### Tapisserie
- Évasion, tapisserie d'Aubusson, 1983, Atelier Braquenié.
- Chevauchée, tapisserie d'Aubusson, 1955, Atelier R. Picaud.
- Arabesque sur la danse, tapisserie d'Aubusson, 1957, Atelier R. Picaud.
- La Serada, tapisserie d'Aubusson, 1958, Atelier R. Picaud.
- Abyssal, tapisserie d'Aubusson, 1967, Atelier R. Picaud.
- Tropiques, tapisserie d'Aubusson, 1959, Atelier R. Picaud.
- Sénégal, tapisserie d'Aubusson, 1956, Atelier R. Picaud.
- Danses Dakaroises, tapisserie d'Aubusson, 1962, Atelier R. Picaud.
- Rouma, tapisserie d'Aubusson, 1954, Atelier Bourcy.
- Tauromachie, carton pour tapisserie, 1950.
- Tom, carton pour tapisserie, 1950[réf. nécessaire].
- Ghai, tapisserie d'Aubusson, 1967, Atelier Braquenié.
- Ominato, tapisserie d'Aubusson, 1966, Atelier Braquenié.
- Gua, tapisserie d'Aubusson, 1965, Atelier Braquenié.
- Vol sidéral, tapisserie d'Aubusson, 1967, Atelier Braquenié.
- Symphonie de la forge, tapisserie d'Aubusson, 1967, Atelier Braquenié.
- Puerta del Sol, tapisserie d'Aubusson, 1970, Atelier Braquenié.
- Été 70, tapisserie d'Aubusson, 1971, Atelier Braquent.

### Art mural
- Dakar, palais de la présidence de la République sénégalaise, salle du Conseil des ministres sénégalais, palais du haut commissaire de la République française.
- Johannesburg, Galerie internationale de la tapisserie.
- Paris, ministère de la République française.

### Monument urbain
- Digne-les-Bains, Signal Fontaine les 3 vallées, place du Tampinet, 1982.

## Expositions
France
- Digne-les-Bains
- Juan-les-Pins
- Menton
- Montpellier
- Paris :
  - musée d'Art moderne de la ville de Paris
  - Fondation nationale des Arts graphiques et plastiques
  - Galerie des expositions du ministère de la France d'Outre-Mer
  - Galerie du Haut-Pavé
  - Galerie Mai
- Sète

Reste du monde
- Abidjan
- Dakar
- Saint-Louis, Sénégal
- Lausanne
- Bruxelles
- Montréal
- San Francisco
- Los Angeles
- New York
- Washington

## Postérité
Une partie de l'œuvre de Farvèze est conservée à la Fondation Farvèze[Où ?], qui perpétue et propage sa mémoire.